# Elephantomyia argentipleura
Elephantomyia argentipleura är en tvåvingeart som beskrevs av Alexander 1970. Elephantomyia argentipleura ingår i släktet Elephantomyia och familjen småharkrankar.
Artens utbredningsområde är Madagaskar. Inga underarter finns listade i Catalogue of Life.